# Asesino de las autoestopistas de Santa Rosa

Mapa del condado de Sonoma,

Entre febrero de 1972 y diciembre de 1973, siete mujeres que realizaban autostop en la ciudad estadounidense de Santa Rosa (California), así como en los alrededores del condado de Sonoma, al que pertenece, fueron asesinadas. Todas las víctimas fueron encontradas desnudas en zonas rurales cercanas a las carreteras, así como en terraplenes o arroyos adyacentes.
En 2011, las pruebas de ADN almacenadas fueron enviadas al Sistema de Índice de ADN Combinado (CoDIS), una base de datos a nivel nacional gestionada por el FBI. En 2018, se realizaron pruebas de ADN con la esperanza de poder identificar al asesino de las autoestopistas, del mismo modo que sirvió en su momento el ADN en la detención del asesino de Golden State.

## Víctimas

### Maureen Sterling e Yvonne Weber
Maureen Louise Sterling e Yvonne Lisa Weber eran dos escolares de 12 años que iban a la escuela secundaria Herbert Slater cuando desaparecieron alrededor de las 21 horas el 4 de febrero de 1972, después de visitar la Snoopy's Home Ice, una popular pista de hielo ubicada en Santa Rosa. Fueron vistas haciendo autostop en Guerneville Road, al noroeste de Santa Rosa. Sus esqueletos parciales fueron encontrados el 28 de diciembre de ese año, en un terraplén ubicado en la carretera Franz Valley. En la escena se encontraron un solo arete, cuentas naranjas y un collar de oro de 14 quilates con una cruz. Pese a recuperarse sus restos no se pudo determinar la causa de la muerte al desaparecer los elementos que hubieran facilitado las muestras forenses.

### Kim Wendy Allen
Kim Wendy Allen tenía 19 años y era estudiante de arte en Santa Rosa Junior College. Fue llevada por dos hombres el 4 de marzo de 1972 de su trabajo en Larkspur Natural Foods a San Rafael. La vieron por última vez aproximadamente a las 17:20 horas haciendo autostop cerca de la entrada de la escuela de Bell Avenue, en la autopista 101, dirección norte, llevando un tonel de madera con caracteres chinos en color rojo. Su cuerpo fue encontrado al día siguiente en un terraplén a seis metros de Enterprise Road en Santa Rosa. Había sido atada por los tobillos y las muñecas, violada y estrangulada lentamente con una cuerda durante aproximadamente treinta minutos. Se pudo recuperar el semen del cuerpo así como un arete de oro. Las marcas en la parte superior del terraplén y una posible impresión de una pierna en la marga indicaron que el asaltante probablemente se resbaló o cayó al arrojar o transportar el cuerpo. Los dos hombres que la llevaron inicialmente, uno de los cuales recibió y pasó una prueba de polígrafo, fueron descartados como sospechosos.

### Lori Lee Kursa
Lori Lee Kursa, de 13 años, era estudiante de la escuela secundaria Lawrence Cook. Su madre reportó su desaparición el 11 de noviembre de 1972, después de desaparecer mientras compraban en un U-Save, siendo vista por última vez el 20 o 21 de noviembre en Santa Rosa mientras visitaba amigos, habiendo huido deliberadamente del hogar familiar. Se sabía que hacía autostop ocasionalmente. Su cadáver apareció el 14 de diciembre en un barranco de Calistoga Road, al noreste del Rincon Valley en Santa Rosa. Su asesino había arrojado el cuerpo de nuevo sobre un terraplén. La causa de muerte fue un cuello roto con compresión y hemorragia de la médula espinal. La víctima no había sido violada y probablemente murió una o dos semanas antes del descubrimiento. Un posible testigo de su secuestro más tarde se adelantó afirmando que en una noche en algún momento entre el 3 y el 9 de diciembre, mientras estaba en Parkhurst Drive, vio a dos hombres empujar a una niña que encajaba con la descripción de Kursa a la parte trasera de una camioneta conducida por un hombre caucásico con un peinado afro. El vehículo luego aceleró hacia el norte por Calistoga Road.

### Carolyn Davis
Carolyn Nadine Davis, de 14 años, se había escapado de su casa, en las afueras de Anderson, en el condado de Shasta, el 6 de febrero de 1973, si bien su desaparición se notificó el 15 de julio después de que su abuela la dejara en la oficina de correos de Garberville. Fue vista por última vez haciendo autostop esa tarde cerca de la autopista 101, en dirección sur, en Garberville. Su cuerpo fue descubierto el 31 de julio muy cerca de donde los restos de Sterling y Weber habían sido recuperados siete meses antes. La causa de la muerte fue envenenamiento por estricnina, causado entre 10 y 14 días antes del descubrimiento. No se pudo determinar si había sido violada.

### Theresa Walsh
Theresa Diane Smith Walsh tenía 23 años y residía en Miranda, ciudad californiana del condado de Humboldt. Fue vista por última vez el 22 de diciembre de 1973, en la playa de Zuma en Malibú, con la intención de hacer autostop hasta Garberville para unirse a su familia por Navidad. Su cuerpo, parcialmente sumergido, fue encontrado seis días después por kayakistas en Mark West Creek. La habían atado con cuerdas de tendedero, había sido agredida sexualmente y estrangulada. Su muerte se calculó sucedida una semana antes de ser encontrada. Debido a las fuertes lluvias recientes en el área, las marcas de agua altas sugirieron que el cuerpo podría haberse movido desde la posición original hasta donde fue encontrada.

### Jane Doe
El 2 de julio de 1979 se encontraron restos óseos en un barranco cerca de Calistoga Road, a poco más de 90 metros de donde se recuperó el cuerpo de Lori Lee Kursa siete años antes. Debido a la edad de los restos, las autoridades inicialmente creyeron que eran los de Jeannette Kamahele, hasta que una comparación de los registros dentales resultó negativa. La víctima había sido torturada, debiéndose fracturar el brazo en el momento de su asesinato, si bien no había otra evidencia para establecer una causa de muerte. Se determinó que la víctima no identificada (de ahí el nombre tradicional, Jane Doe) tenía entre 16 y 21 años de edad, usaba lentes de contacto, tenía cabello entre rojo pajizo a castaño, medía aproximadamente 1,52 metros de altura y tenía también una costilla rota que estaba curada en el momento del asesinato.

## Posibles víctimas

### Lisa Michelle Smith
Lisa Smith, de 17 años, fue vista por última vez haciendo autostop en Hearn Avenue en Santa Rosa, el 16 de marzo de 1971. Su desaparición sucedió meses antes de que comenzaran los asesinatos conocidos, pero las autoridades sospechan que es posible que fuese víctima de los asesinatos. Su cuerpo nunca fue encontrado.

### Jeannette Kamahele
Jeannette Kamahele, de 20 años, era estudiante del Santa Rosa Junior College. Fue vista por última vez el 25 de abril de 1972, haciendo autostop cerca de Cotati, en la autopista 101. Una amiga presenció su probable secuestro e informó que fue introducida en una camioneta Chevrolet de color marrón equipada con una caravana de madera casera y conducida por un hombre caucásico de 20 a 30 años con un peinado afro, una descripción muy similar (si bien cambia el modelo del coche) al de Lori Lee Kursa. Su cuerpo nunca fue encontrado.

### Kerry Ann Graham y Francine Marie Trimble
Kerry Anne Graham (15 años) y Francine Trimble (14 años) vivían en Forestville, y desaparecieron a mediados de diciembre de 1978. Sus restos esqueléticos se encontraron el siguiente julio en el condado de Mendocino, donde fueron arrojadas al costado de una carretera rural, pero no fueron identificados como pertenecientes a Kerry y Francine hasta 2015 gracias al análisis de ADN. Una amiga de la secundaria dijo que las chicas iban a hacer autostop hasta una fiesta en Santa Rosa, sin embargo, no tenía otra información y no sabía con quién se iban a encontrar.

### Informe del FBI sobre víctimas adicionales
En 1975, la Oficina Federal de Investigación emitió un informe declarando que catorce homicidios sin resolver entre 1972 y 1974 fueron cometidos por el mismo autor. Estas consisten en las seis víctimas encontradas (a partir de 1975) y las siguientes:
- Rosa Vásquez (20 años): fue vista por última vez el 26 de mayo. Su cuerpo fue encontrado el 29 de mayo de 1973,[23] cerca de la entrada de Argüello Boulverad, en el Golden Gate Park de San Francisco.[23] La víctima había sido estrangulada[24] y su cuerpo arrojado a la carretera hacia algunos arbustos.[25] Vásquez había sido operadora en el Hospital General Letterman.[23]
- Yvonne Quilantang (15 años): fue encontrada estrangulada en un lote vacío del distrito de Bayview el 10 de junio de 1973. Estaba embarazada de siete meses.[26]
- Angela Thomas (16 años): fue encontrada el 2 de julio de 1973, asfixiada en el patio de la escuela secundaria Benjamin Franklin en Daly City.[24] La habían visto por última vez la noche anterior en el Presidio Real de San Francisco. Se recuperó un relicario cerca del cuerpo.[27]
- Nancy Patricia Gidley (24 años): trabajaba como radiógrafa.[28] Fue vista por última vez en el motel Rodeway Inn el 12 de julio de 1973. Fue encontrada estrangulada detrás del gimnasio del instituto George Washington tres días después.[26] Su cuerpo fue encontrado sin ropa,[24] tan sólo se pudo recuperar un pendiente de oro en forma de pez.[28] Se determinó que murió dentro de las 24 horas anteriores a ser hallada.[24] Gidley había servido cuatro años en la Fuerza Aérea y le dijo a sus amigos y familiares en Mountain Home (Idaho), que tenía la intención de convertirse en escritora independiente para el periódico San Francisco Chronicle[26] y que iba a San Francisco para ser la dama de honor en la boda de un amiga de la Base de la Fuerza Aérea de Hamilton, todo lo cual resultó ser falso.
- Nancy Feusi (22 años): desapareció después de ir a bailar a un club nocturno en el área de Sacramento. Sus restos fueron encontrados el 22 de julio de 1973 en Redding.[29][30] Fue apuñalada hasta la muerte. En 2011, una de las cinco hijas que tenía Feusi, Angela Darlene Feusi McAnulty,[29] fue declarada culpable de torturar, golpear y matar de hambre a su hija Jeanette Marie Maples, de 15 años.[31] McAnulty se convirtió en la segunda mujer condenada a muerte en Oregón[32] y la primera desde la reinstauración de la pena de muerte en 1984.[31]
- Laura A. O'Dell (21 años): desaparecida el 4 de noviembre de 1973, fue encontrada tres días después en unos arbustos detrás de la caseta para barcas ubicada en el lago Stow del Golden Gate Park de San Francisco.[33] Sus manos estaban atadas a la espalda, y la causa de la muerte parecía ser por lesiones en la cabeza o estrangulamiento.[33]
- Brenda Kaye Merchant (19 años): fue encontrada apuñalada en su casa el 1 de febrero de 1974, en Marysville.[34]
- Donna M. Braun (14 años): su cuerpo estrangulado fue encontrado el 29 de septiembre de 1974 en el río Salinas cerca de Monterrey.[30]

## Sospechosos

### El asesino del Zodíaco
El asesino en serie no identificado Zodiac fue considerado sospechoso potencial, debido a las similitudes entre un símbolo desconocido en su "carta exorcista" del 29 de enero de 1974 al San Francisco Chronicle, en la que reclamaba suyas hasta 37 víctimas, y los caracteres chinos en el barril que portaba Kim Allen, así como manifestar la intención de variar su modus operandi en una carta anterior del 9 de noviembre de 1969 al mismo diario. "No anunciaré más a nadie. Cuando cometo mis asesinatos, se verán como robos de rutina, asesinatos de ira, + [sic] algunos accidentes falsos, etc".

### Arthur Leigh Allen
Arthur Leigh Allen, quien fuera considerado el principal sospechoso que se escondía tras la identidad de Zodiac, residía en Vallejo, y era dueño de una casa móvil en Sunset Trailer Park, en Santa Rosa en el momento de los asesinatos. Había sido despedido de su puesto docente en la escuela primaria Valley Springs por sospechas de un abuso sexual infantil en 1968 y era estudiante de tiempo completo en la Universidad Estatal de Sonoma. Allen fue arrestado el 27 de septiembre de 1974 por la Oficina del Sheriff del condado de Sonoma y acusado de abuso sexual de menores en un caso no relacionado con los asesinatos. Se declaró culpable el 14 de marzo de 1975 y fue encarcelado en el Hospital Estatal de Atascadero hasta finales de 1977. Robert Graysmith, autor del libro sobre la investigación de Zodiac, afirmó que un sheriff del condado de Sonoma reveló que se encontraron pelos de ardilla en todas las víctimas del autoestopista de Santa Rosa y que Allen había estado recolectando y estudiando la misma especie. Allen fue el principal sospechoso en el caso Zodiac desde 1971 hasta octubre de 2002, diez años después de su muerte, cuando se comparó su ADN con un perfil parcial de ADN obtenido de la saliva recuperada en la parte inferior de un sello postal y sobres enviados por Zodiac. Los resultados fueron no concluyentes.

### Ted Bundy
Después de su captura por crímenes similares en los estados de Washington, Colorado, Utah e Idaho, Ted Bundy fue considerado sospechoso de los asesinatos de Santa Rosa. Bundy había pasado un tiempo en el vecino condado de Marin, pero un detective del condado de Sonoma lo descartó en la década de 1970 y nuevamente en 1989. Los registros detallados de tarjetas de crédito y el paradero conocido de Bundy revelan que estaba en Washington en las fechas de algunas de las desapariciones.

### Fredric Manalli
Fredric Manalli, de 41 años, era un instructor de escritura creativa del Santa Rosa Junior College que fue declarado sospechoso cuando, después de su muerte el 24 de agosto de 1976 en un choque frontal en la Carretera 12, fueran descubiertos varios dibujos de corte sadomasoquista en los que había pintado y representado a una exalumna suya, Kim Wendy Allen.

### Los estranguladores de la colina
Los primos Kenneth Bianchi y Angelo Buono Jr., conocidos como Los estranguladores de la colina, que habían actuado en Los Ángeles, fueron considerados sospechosos durante un tiempo.